# Персефона
Персефона (грч. Περσεφόνη; лат. Proserpina) кћи је највишег бога Зевса и богиње Деметре, жена бога подземног свијета Хада. У том царству подземног свијета имала је исти положај као Хера на Олимпу. Била је Хадова сувладарка над душама мртвих и боговима подземног свијета. Персефона је била неумољива и немилосрдна као и сам Хад. Пандан Персефони у римској митологији је Прозерпина.

## Биографија
Персефона је позната и под именом Кора. По грчкој митологији је представљена као богиња вегетације и доносила је плодност земљи, али је у исто вријеме била и краљица подземног свијета. Она је бацала клетву смрти и то је у митологији разлог зашто постоје четири годишња доба које познајемо.
Персефонино име нема јасно поријекло. Неки сматрају да води коријен из грчке ријечи Персепата (Περσεφάττα) која означава некога ко дарује пшеницу, али и постоји коријен у изразу Ферин фонан (φέρειν φόνον) који означава оног ко доноси смрт.
По једној верзији, она је живјела ван Олимпа са својом мајком и била је препознатљива по својој невероватној лијепоти, због које је имала много богова удварача међу којима су Хермес, Арес, Аполон и други. Мада је њена мајка одбијала сваког њеног потенцијалног удварача и крила Персефону од свих богова са Олимпа.
Хад је највише инсистирао на њој и одлучио је да пита свог брата, врховног бога Зевса, оца Персефоне, да је ожени и добио је одобрење. Али мајка Деметра није знала за то и никада се не би сложила са тим да њена кћерка иде у подземни свијет. Због тога Хад планира да је киднапује и одведе са собом у подземни свијет и на тај начин почиње прича у митологији о томе како су настала годишња доба.
Персефона се доста приказује у грчкој уметности, обично је представљена како држи вез пшенице, скиптар или малу кутију. Такође је и представљена као протагониста уз своју мајку, и прослављана са њом. Славио се њен повратак из подземног свијета и нада за бољом судбином у подземном свијету.
Персефона је прави пример тога како су стари Грци заправо повезивали појаве које нису знали да објасне са дешавањима међу боговима.
Приче  о Персефони показују и мрачну страну грчких богова и њиховог начина живота, који је водио у инцест, као и различите афере, завере и друго.

## Митови

### Мит о годишњим добима
Персефона је постала Хадова жена против своје воље. Живјела је у друштву нимфи на нисајским ливадама, проводила вријеме у плесу и пјевању, брала цвијеће и забављала се сличним занимања дјевојака тог периода. Кад је једном у шетњи била са Атином, богињом мудрости и Артемидом, богињом животиња и лова, одвојила се од њих у жељи да убере нарцис, цвијет смрти. Тад се под њом земља отворила и уз гласан прасак из дубина је изашао Хад. Он ју је ставио на своје кочије  и нестао у подземни свијет.
Персефона је успјела да врисне, али је нико није чуо и када су схватиле да је нестала, нимфе су биле кажњене од стране бесне и тужне Деметре, тако што их је претворила у сирене. Деметра је била очајна, одустала је од свега како би се потпуно посветила потрази за својом ћерком и њена потрага за Персефоном, је имала утицај на њену обавезу као богиње агрокултуре. По неким верзијама приче се говори о томе да је она забранила да вегетација расте све док се Персефона не пронађе. Док је по другим верзијама, она само одбацивала своју дужност као богиње због туге, и поља су изгубила своју плодност. Дуго је тражила своју кћерку, све док јој бог Хелије није предложио да пита Зевса бога који види све, да јој каже где је Персефона и да покуша да сазна шта се догодило. Тако је и било, Зевс је због беса смртника, који су изазвали кризу због глади, одлучио да пошаље гласника Хермеса у подземни свијет да врати кћерку назад. Хермес успева у томе, али под Хадовим условом да Персефона не сме да једе ништа из свијета живих ван подземног свијета. Она је због туге ионако одбијала храну, али мало пре него што је пошла, Хад ју је навео да поједе шест зрневља нара.
Након што је враћена из подземног свијета, јер је појела тих шест зрневља, била је кажњена тиме да мора да проводи шест мјесеци годишње у подземном свијету са Хадом (кад би неко нешто у подземљу појео, није се више могао вратити на горњи свијет). 
Када је била са својом мајком шест мјесеци које је проводила изван подземног свијета, поља би заживела вегетацијом и све би цвјетало и расло, док би са друге стране, кад оде у подземни свијет, земља почела да умире, све биљке би се сушиле и долазило би до неплодног дела године.

### Митови у којима се Персферона помиње
Поред приче о годишњим добима, постоје и приче о њој које су мање познате. Таква је на пример, прича о Орфеју, музичару који је отишао у подземни свијет како би спасао своју жену. Персефона је била дирнута и очарана музиком Орфеја. Тако је одлучила да пусти Орфеја и његову жену да се врате из подземног свијета.
Постоји и прича о Адонису, младом момку који је био толико лијеп, да је чак и Афродита, богиња лијепоте била заљубљена у њега. Афродита га је послала код Персефоне, да га она чува, али није знала да ће и краљица подземног свијета бити такође очарана њиме, тако да није хтела да га врати Афродити, што је довело до конфликта, у ком је Зевс морао да реагује. Зевс је одлучио да ће Адонис један део године бити са Персефоном, а други део године са Афродитом.

## Галерија
- Хад и Персефона
- Глава Персефоне са Сицилије
- Судбина Персефоне
- Адонис и Персефона
- Персефона - Кора
- Биста Персефоне